# Consultazioni del presidente della Repubblica Italiana
Le consultazioni del Presidente della Repubblica (che fanno parte delle "consuetudini costituzionali") sono una procedura portata avanti per consuetudine dal capo dello Stato italiano per dare avvio all'iter procedurale di formazione di un nuovo esecutivo o per la risoluzione di una crisi di governo.

## Prassi
Il presidente della Repubblica non è condizionato da alcun articolo della Costituzione ad intavolare delle consultazioni: si tratta pertanto di galateo istituzionale, secondo una prassi consolidata fino al punto di essere stata definita convenzione costituzionale.
Egli convoca i presidenti dei gruppi parlamentari e i rappresentanti delle coalizioni di schieramento, con l'aggiunta dei presidenti dei due rami del Parlamento (i quali devono essere comunque sentiti in occasione dello scioglimento delle Camere), oltre che, come forma di cortesia e rispetto, gli ex-presidenti della Repubblica. Sino agli anni Ottanta la prassi prevedeva l'audizione anche degli ex-presidenti del Consiglio dei ministri. Negli ultimi anni è invalsa la pratica di rendere più preminente il ruolo dei partiti rispetto alle rappresentanze parlamentari e convocare anche esponenti politici non eletti in Parlamento ma comunque a capo di un partito.

## Varianti
Come detto, nel caso di crisi di governo caratterizzate da incertezza o litigiosità, il conferimento dell'incarico di formazione del nuovo governo può essere preceduto anche da un eventuale mandato esplorativo che viene generalmente conferito dal presidente della Repubblica ad una carica istituzionale come quella del presidente della Camera o del Senato, mandato che si rende necessario quando le consultazioni del presidente della Repubblica non abbiano portato ad indicazioni concludenti.
Il preincarico differisce dall'istituto del mandato esplorativo. Viene infatti affidato alla personalità cui viene richiesto di svolgere ulteriori consultazioni informali: ciò nell'intento di acquisire dai partiti il ragionevole affidamento che un'eventuale sua nomina otterrebbe, nelle Camere, la fiducia di un numero sufficiente di parlamentari. Per questo il nome del preincaricato, solitamente, ma non sempre, coincide con quello della persona cui poi il presidente della Repubblica affiderà verosimilmente l'incarico di formare il nuovo governo.
Un'ulteriore ipotesi è quella del reincarico che si ha quando, dopo una crisi di governo, il presidente della Repubblica assegna nuovamente l'incarico di formare un nuovo esecutivo al dimissionario presidente del Consiglio, che procede solitamente con un rimpasto dell'elenco dei ministri.

## Riferimenti normativi
- Legge 23 agosto 1988, n. 400, in materia di "Disciplina dell'attività di Governo e ordinamento della Presidenza del Consiglio dei Ministri."